# Plamen Krumow
Plamen Krumow (auch Plamen Krumov geschrieben, bulgarisch Пламен Крумов; * 25. März 1975 in Sliwen, Bulgarien) ist ein ehemaliger bulgarischer Fußballspieler. Plamen Krumow spielte zuletzt für den bulgarischen Erstligisten FC Tschernomorez Burgas.
2010 beendete er seine Karriere und begann eine Trainerausbildung beim FC Tschernomorez.